# 에사시정 (히야마 관내)
에사시정(일본어: 江差町)은 일본 홋카이도 히야마 진흥국 관내 중부에 있는 정으로 동해와 접한다. 히야마 진흥국의 소재지이다. 정명의 유래는 아이누어로 곶을 의미하는 ‘에사시’(esasi)이며 소야 종합진흥국의 에사시정도 같은 어원이다.

## 지리
면적은 109.57km2이다. 히야마 관내 중부에 위치한다. 서부는 동해와 접하고, 앗사부강의 하구가 있다. 동부는 산악 지대이다. 에사시선의 종점이고 오쿠시리섬과 연결되는 페리가 운항되고 있다. 정에는 앗사부강이 흐르고 바다에는 가모메지마섬이 있다.

### 인접한 자치체
- 히야마군 가미노쿠니정, 앗사부정
- 니시군 오토베정

### 기후
| 에사시정의 기후                                              | 에사시정의 기후 | 에사시정의 기후 | 에사시정의 기후 | 에사시정의 기후 | 에사시정의 기후 | 에사시정의 기후 | 에사시정의 기후 | 에사시정의 기후 | 에사시정의 기후 | 에사시정의 기후 | 에사시정의 기후 | 에사시정의 기후 | 에사시정의 기후 |
| 월                                                           | 1월             | 2월             | 3월             | 4월             | 5월             | 6월             | 7월             | 8월             | 9월             | 10월            | 11월            | 12월            | 연간            |
| ------------------------------------------------------------ | --------------- | --------------- | --------------- | --------------- | --------------- | --------------- | --------------- | --------------- | --------------- | --------------- | --------------- | --------------- | --------------- |
| 역대 최고 기온 °C (°F)                                       | 10.6 (51.1)     | 14.5 (58.1)     | 17.2 (63.0)     | 23.7 (74.7)     | 27.2 (81.0)     | 30.5 (86.9)     | 34.0 (93.2)     | 34.6 (94.3)     | 33.6 (92.5)     | 28.0 (82.4)     | 20.4 (68.7)     | 15.5 (59.9)     | 34.6 (94.3)     |
| 일평균 최고 기온 °C (°F)                                     | 1.8 (35.2)      | 2.3 (36.1)      | 5.8 (42.4)      | 11.1 (52.0)     | 15.8 (60.4)     | 19.8 (67.6)     | 23.8 (74.8)     | 25.9 (78.6)     | 23.0 (73.4)     | 17.1 (62.8)     | 10.4 (50.7)     | 4.3 (39.7)      | 13.4 (56.1)     |
| 일일 평균 기온 °C (°F)                                       | −0.6 (30.9)     | −0.2 (31.6)     | 2.9 (37.2)      | 7.7 (45.9)      | 12.3 (54.1)     | 16.4 (61.5)     | 20.6 (69.1)     | 22.6 (72.7)     | 19.5 (67.1)     | 13.7 (56.7)     | 7.5 (45.5)      | 1.6 (34.9)      | 10.3 (50.6)     |
| 일평균 최저 기온 °C (°F)                                     | −3.3 (26.1)     | −3.0 (26.6)     | −0.3 (31.5)     | 4.2 (39.6)      | 8.9 (48.0)      | 13.5 (56.3)     | 18.0 (64.4)     | 19.7 (67.5)     | 15.9 (60.6)     | 9.8 (49.6)      | 4.1 (39.4)      | −1.1 (30.0)     | 7.2 (45.0)      |
| 역대 최저 기온 °C (°F)                                       | −12.7 (9.1)     | −11.9 (10.6)    | −10.6 (12.9)    | −4.0 (24.8)     | 0.0 (32.0)      | 5.3 (41.5)      | 9.0 (48.2)      | 10.7 (51.3)     | 5.4 (41.7)      | 0.2 (32.4)      | −6.7 (19.9)     | −11.3 (11.7)    | −12.7 (9.1)     |
| 평균 강수량 mm (인치)                                        | 84.9 (3.34)     | 68.4 (2.69)     | 63.6 (2.50)     | 74.7 (2.94)     | 98.0 (3.86)     | 78.6 (3.09)     | 126.4 (4.98)    | 167.0 (6.57)    | 135.6 (5.34)    | 105.5 (4.15)    | 118.6 (4.67)    | 109.5 (4.31)    | 1,230.7 (48.45) |
| 평균 강설량 cm (인치)                                        | 77 (30)         | 60 (24)         | 26 (10)         | 1 (0.4)         | 0 (0)           | 0 (0)           | 0 (0)           | 0 (0)           | 0 (0)           | 0 (0)           | 11 (4.3)        | 71 (28)         | 219 (86)        |
| 평균 강우일수                                                | 18.6            | 15.3            | 11.7            | 9.2             | 9.7             | 8.1             | 9.6             | 9.4             | 10.5            | 12.5            | 15.9            | 19.6            | 150.1           |
| 평균 강설일수                                                | 20.3            | 16.9            | 7.7             | 0.4             | 0               | 0               | 0               | 0               | 0               | 0               | 1.9             | 13.3            | 60.5            |
| 평균 상대 습도 (%)                                           | 67              | 67              | 66              | 70              | 77              | 80              | 82              | 80              | 74              | 69              | 67              | 67              | 72              |
| 평균 월간 일조시간                                           | 34.9            | 57.5            | 123.3           | 169.9           | 179.3           | 163.4           | 138.5           | 165.1           | 162.3           | 138.4           | 65.6            | 33.1            | 1,431.2         |
| 출처: 일본 기상청 (평년값: 1991년~2020년, 극값: 1941년~현재) |                 |                 |                 |                 |                 |                 |                 |                 |                 |                 |                 |                 |                 |

## 역사
하코다테시, 마쓰마에정과 함께 홋카이도에서 가장 빨리 개발된 지역 중 하나이다. 에도 시대에는 청어의 어장이자 기타마에선에 의한 교역항으로서 ‘에사시의 5월은 에도에도 없다’라는 말이 나올 만큼 번창했다.
폐번치현 후 한동안 아오모리현에 속해 있었지만 1872년에 개척사 하코다테 지청으로 이관되었다. 1882년에는 하코다테현에 속했고 1886년의 현 폐지 후에 홋카이도청에 속하게 되었으며 1897년 히야마 지청이 놓였다.
- 1900년 - 히야마군 에사시정이 성립하였다.
- 1955년 - 히야마군 에사시정과 도마리촌이 합병해 새로운 에사시정이 되었다.

## 산업
현재의 기간산업은 어업이지만, 근래에는 사적이나 경관의 관광 자원을 활용한 관광 사업에 힘을 쓰고 관광객 유치에 노력하고 있다.

## 교통

### 도로
- 국도 227호선
- 국도 228호선
- 국도 229호선(일본어판)